# POP3
Post Office Protocol phiên bản 3 (POP3) là một giao thức tầng ứng dụng, dùng để lấy thư điện tử từ server mail, thông qua kết nối TCP/IP. POP3 và IMAP4 (Internet Message Access Protocol) là 2 chuẩn giao thức Internet thông dụng nhất dùng để lấy nhận email. Hầu như các máy tính hiện nay đều hỗ trợ cả hai giao thức

## Tổng quan
Trước POP3, đã có 2 phiên bản là POP1 và POP2. Khi POP3 ra đời, đã ngay lập tức thay thế hoàn toàn các phiên bản cũ. Vì vậy, ngày nay, nhắc đến POP thì thường là ám chỉ POP3.
Thiết kế của POP3 hỗ trợ chức năng cho người dùng có kết nối Internet không thường trực (như kết nối dial-up), cho phép người dùng kết nối với server, tải mail về, sau đó có thể xem, thao tác với mail offline. Mặc dù trong giao thức hỗ trợ leave mail on server (để nguyên mail trên server), nhưng hầu hết người dùng đều thực hiện mặc định, tức là: kết nối, tải mail về, xóa mail trên server rồi ngắt kết nối.
POP3 (Post Office Protocol phiên bản thứ 3)
Đây là một cách thức để nhận các thông báo e-mail trong đó thông báo được lưu giữ trên server đến khi người nhận lấy nó. Một khi được nhận bởi người dùng, chúng bị xóa ra khỏi hộp thư của server.

## Kết nối ngoài
- IANA port number assignments
- POP3 Sequence Diagram Lưu trữ ngày 3 tháng 5 năm 2015 tại Wayback Machine (PDF)
- POP4 Proposal Website
- POP4 Proposed Specification
- O3 - POP4 Reference Implementation Lưu trữ ngày 19 tháng 8 năm 2008 tại Wayback Machine

### POP3 RFCs
- RFC 1939 - "Post Office Protocol - Version 3"
- RFC 2195 - "IMAP/POP AUTHorize Extension for Simple Challenge/Response"
- RFC 2449 - "POP3 Extension Mechanism"
- RFC 1734 - "POP3 AUTHentication command"
- RFC 2222 - "Simple Authentication and Security Layer (SASL)"
- RFC 3206 - "The SYS and AUTH POP Response Codes"
- RFC 2595 - "Using TLS with IMAP, POP3 and ACAP"
- RFC 937 - "POST OFFICE PROTOCOL - VERSION 2"
- RFC 918 - "POST OFFICE PROTOCOL"

### Server pop3
- Qpopper
- popa3d
- Dovecot
- Teapop Lưu trữ ngày 29 tháng 12 năm 2008 tại Wayback Machine
- Apache James
- Nginx
- Zimbra
- Citadel/UX
- UW IMAP
- Cyrus IMAP server
- qmail-qpop3d
- Eudora Internet Mail Server
- IUPOP3 Lưu trữ ngày 7 tháng 9 năm 2008 tại Wayback Machine
- Courier Mail Server
- M-Box From Isode Limited
- RePOP